# Gösta Löfgren
Gösta Löfgren (29 de agosto de 1923 - 5 de setembro de 2006) foi um futebolista sueco. Ele competiu na Copa do Mundo FIFA de 1958, sediada na Suécia, na qual a seleção de seu país foi a vice-campeã.